# Dites-lui que je l'aime
 Dites-lui que je l'aime  (también conocida como  Hasta el último infierno ) es el nombre de una película francesa de 1977 protagonizada por Gerard Depardieu y la actriz Miou-Miou.

## Reparto
- Gérard Depardieu - David Martinaud
- Miou-Miou - Juliette
- Claude Piéplu - Chouin
- Dominique Laffin - Lise
- Christian Clavier - François
- Josiane Balasko - Nadine
- Jacques Denis - Gérard Dutilleux
- Xavier Saint-Macary - Michel Barbet
- Michel Pilorgé - Maurice
- Véronique Silver - Madame Barbet
- Jacqueline Jeanne - Jeanne
- Michel Such - Raymond
- Annick Le Moal - Camille
- Nathan Miller - Child

## Premios y nominaciones
- Premios César
- Mejor actriz; Miou-Miou (Nominada)
- Mejor actor; Gerard Depardieu (Nominado)
- Mejor director; Claude Miller (Nominado)
- Mejor fotografía; Pierre Lhomme  (Nominado)
- Mejor diseño de producción; Hilton McConnico (Nominado)
- Mejor sonido; Paul Lainé (Nominado)